# Vementry (Insel)

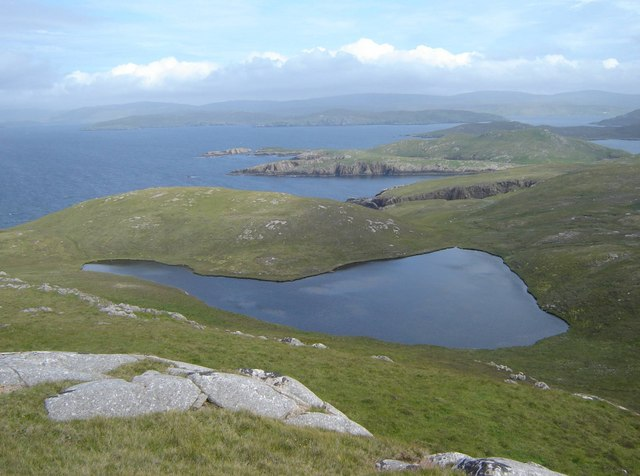
Ein See auf Vementry

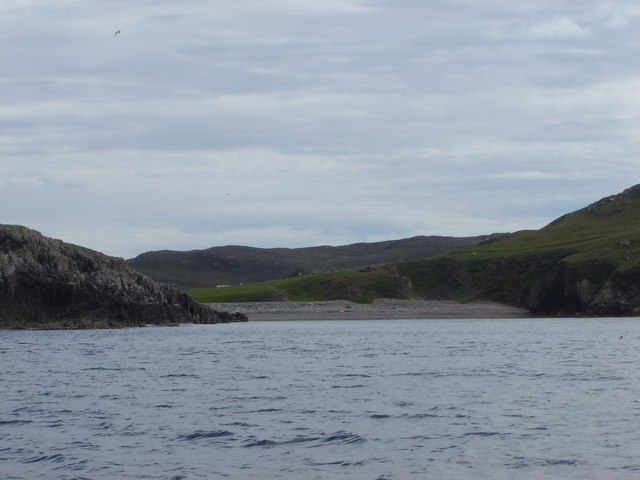
Am Strand von Vementry

Vementry ist eine Insel, die im Nordwesten der zu Schottland zählenden Shetlands liegt.

## Geographie
Die unbewohnte Insel liegt im Nordwesten von Mainland, von dem sie durch den Cribba Sound und den Uyea Sound getrennt wird. Ihr Ufer hat eine unregelmäßige Form, an der sich mehrere Buchten befinden. Die bekanntesten von ihnen sind Northra Voe und Suthra Voe. Die Fläche von Vementry umfasst 370 Hektar, der höchste Punkt ist am Muckle Ward mit 90 Metern. Im Norden verläuft der Swarbacks Minn, der Vementry von Muckle Roe trennt. Weitere Inseln in der Nähe sind The Heag und Gruna im Westen, Linga im Südwesten sowie der Grink Holm im Süden.

## Historisches
Am Muckle Ward liegt ein absatzförmiger Steinhügel, der als Scheduled Monument ausgewiesen worden ist. Im Rahmen der historischen Gliederung Schottlands in Civil Parishes zählt Vementry zu Sandsting.